# Campeonato Rondoniense de Futebol Feminino de 2022
O Campeonato Rondoniense Feminino de 2022 foi a décima segunda edição desta competição de futebol feminino organizada pela Federação de Futebol do Estado de Rondônia (FFER).
A competição foi disputada por três equipes em uma fase única entre os dias 1 e 8 de outubro. Nessa fase, os participantes se enfrentaram em turno único, com o campeão sendo definido através da classificação final.
O título desta edição ficou com o Real Ariquemes, que conquistou seu quarto título de maneira consecutiva após vencer o triangular final. Por sua vez, o vice-campeão Porto Velho garantiu o direito de representar o estado na Série A3 de 2023.

## Formato e participantes
A competição foi dividida em apenas uma fase; com os integrantes enfrentando os rivais em embates de turno único. Os três participantes foram:
| Equipe         | Cidade      | Títulos               |
| -------------- | ----------- | --------------------- |
| Genus          | Porto Velho | 3 (2008, 2010 e 2014) |
| Porto Velho    | Porto Velho | 1 (2018)              |
| Real Ariquemes | Ariquemes   | 3 (2019, 2020 e 2021) |

## Resultados
Em 1.º de outubro, o Real Ariquemes venceu o Porto Velho por walkover no jogo inaugural. Por sua vez, a equipe do interior conquistou o tetracampeonato no segundo duelo após golear o Genus. Na terceira partida, a locomotiva superou o clube aurigrená para finalizar a competição.